# ESV Olympia Köln
Der ESV Olympia Köln ist ein deutscher Breitensportverein mit Vereinssitz im Kölner Stadtteil Nippes. Bis in die 1960er-Jahre konnte der Verein beachtliche Erfolge im Ringen, Gehen und Volleyball feiern, heute liegt sein Schwerpunkt vor allem auf Fußball, Judo und Tennis.

## Geschichte

### Gründung und Aufbau
Der Verein wurde 1927 als Betriebssportverein der Reichsbahn unter dem Namen Reichsbahnturn- und Sportverein Köln gegründet. Das Sportangebot richtete sich zunächst vorrangig an die Bahnangestellten in Köln, die in sechs Abteilungen Turnen, Faustball, Wandern, Leichtathletik und Fußball praktizieren konnten.
In den folgenden Jahren erweiterten sich die Angebote durch neue Abteilungen und vereinseigene Anlagen. 1927 kam Tennis hinzu und 1930 Handball. 1928 erhielt der Verein eine eigene Turnhalle auf dem Gelände des örtlichen Ausbesserungswerks und im Jahr darauf eine Kegelbahn.

### Der Verein im Nationalsozialismus
In den 1930er-Jahren kamen Abteilungen für Schwerathletik (1935), Skilauf (1935/36), Boxen sowie Schwimmen hinzu. 1935 schloss sich der Stemmclub Nippes 1910 dem Verein an und mit ihm der Ringer Georg Pulheim. Kurz darauf folgten Heinrich Nettesheim, sein Halbbruder Ferdinand Schmitz und Peter Cremer vom Ringerclub 1900 Ehrenfeld.
Damit zählte der Verein das sogenannte Kölner Ringer-Kleeblatt (Nettesheim, Pulheim und Schmitz) zu seinen Mitgliedern. Nettesheim und Pulheim nahmen an den Olympischen Spielen 1936 in Berlin und an der Europameisterschaft im Ringen 1939 teil. 1938 wurde die Sportanlage im Gleisdreieck in Nippes mit Fußballplatz, Tennisplätzen und einer Aschelaufbahn eröffnet. Dort ist bis heute das Vereinsheim angesiedelt. Der Verein zählte 1938 rund 1.800 Mitglieder in zwölf Abteilungen.
Zum 1. Oktober 1939 erfolgte auf Anordnung der nationalsozialistischen Sportbehörden die Umbenennung des Vereins in Reichsbahn-Sportgemeinschaft Köln. Aus der Zeit des Zweiten Weltkrieges liegen kaum Berichte vor, teils wegen erschwerter Bedingungen für Wettbewerbe und kontinuierliche sportliche Aktivitäten, teils wegen mangelnder Dokumentation.

### Nachkriegszeit
Am 10. August 1945 wurde der Verein unter dem Namen Reichsbahn-Sportverein Köln neu gegründet. Bereits im Sommer 1945 wurden die Tennisplätze wieder in Betrieb genommen. Als neue Abteilungen kamen Judo (1948), Schach (1951), Gymnastik (1952) und Kanu (1962) hinzu.
Am 28. Oktober 1949 gab sich der Verein den heutigen Namen Eisenbahnersportverein Olympia Köln. Der Namenszusatz „Olympia“ soll dabei auf die Teilnahme an den Olympischen Spielen und die breit gefächerten Sportangebote hinweisen.
Der Geher Hermann Grittner gewann zwischen 1940 und 1954 bei deutschen Meisterschaften über verschiedene Distanzen fünf Meistertitel und sieben Vizemeisterschaften.

### 1970er Jahre bis heute
Seit den 1970er-Jahren dominieren die Breitensportangebote mit Schwerpunkten im Fußball, Judo und Tennis. 2011 kam eine Abteilung für Badminton hinzu. Im Jahr 2017 wurde ein Kunstrasenplatz eingeweiht als Ablösung für den Ascheplatz.
2019 wurde Jan Schmidt, Abteilungsleiter Judo, im Rahmen der Deutschen Einzelmeisterschaft in Stuttgart vom Deutschen Judobund als Trainer des Jahres 2018 in der Kategorie „Besonderes Engagement“ ausgezeichnet.
2020 erreichte Wiebke Heseding (-70 kg) bei der Deutschen Einzelmeisterschaft im Judo einen 7. Platz und schaffte die erste Platzierung auf einer Deutschen Meisterschaft für den ESV Olympia Köln seit mehreren Jahrzehnten. Dem folgte Mareike Schmidt (-70 kg), die 2023 bei der Deutschen Einzelmeisterschaft ebenfalls einen 7. Platz erreichte.
Heutige Abteilungen / angebotene Sportarten (Stand: 2019)
- Fußball
- Tennis
- Judo
- Turnen
- Kanu (gegründet 1962)
- Schwimmen
- Handball
- Gymnastik
- Badminton